# ダーリン (Dreamの曲)
「ダーリン」は、Dreamの23作目のシングル。2014年11月5日にrhythm zoneから発売。

## 概要
- 「CD＋DVD」「CDシングル」「ワンコインCD」「ミュージックカード」（AQZ1-76719〜23）の4形態[2][3]でリリースした。

- 2014年11月5日に新曲が発売されることが9月19日に発表[2]、10月7日に詳細が解禁[4][3]。前作「Only You」から約1年半振りのリリースとなった。
- Dream名義でのメジャーシングルとして4作目である。
- 表題曲「ダーリン」は「今月のゼクシィ」[5]、カップリング曲の「Unbelievable」は「手ピカジェル mini」[6]のCMソングとなっており、CMにはメンバー全員[5][6]が出演している。
- MUSIC VIDEOは2日間、静岡県下田市で撮影された。1日目が4人とAmiのソロシーン、2日目はAmi以外の3人のソロシーン撮りが行われた。
- 「ミュージックドラゴン」「ハピくるっ!」「UTAGE!」などのTV番組でダーリンを披露した。
- 加入する前のdream時代の「My will」(2000年11月29日発売)以来オリコンチャート新記録を出した[7]。
- カップリングである「Unbelievable」は共作ではあるが、dream時代の「SINCERELY 〜ever dream〜」以来メンバーが作詞をした。
- 『Wanna Wanna Go！』は、2013年10月8日に配信限定シングル[8]としてリリースされた。

## 収録曲

### CDシングル+DVD
CD
1. ダーリン
作詞・作曲・編曲：磯貝サイモン
  - リクルート「今月のゼクシィ」CMソング[5]
  - 日本テレビ系『PON!』11月エンディングテーマ[9]
2. Unbelievable
作詞：Erie、Yu Shimoji、作曲：Caroline Gustavsson、Andreas Carlsson、Albi Albertsson
  - 健栄製薬「手ピカジェル mini」CMソング[6]
3. えがおの花
作詞：PRINCE Y.K  作曲：NA.ZU.NA、PRINCE Y.K  編曲：Masaki lehara、NA.ZU.NA
4. Wanna Wanna Go!
作詞：Litz、Emyli、作曲：NA.ZU.NA、Emyli、編曲：NA.ZU.NA、ArmySlick
2013年配信リリース
  - Honey Bunch「Honey Bunch meets Paris Hilton」CMソング（2013年）[10]
  - 日テレ系ドラマ『恋文日和』挿入歌（2014年1月〜　全10話）
5. ダーリン (Instrumental)
6. ダーリン (Instrumental)

DVD
1. ダーリン (Video Clip)
2. ダーリン (Making Clip)

### CDシングル
1. ダーリン
2. Unbelievable
3. えがおの花
4. Wanna Wanna Go!
5. ダーリン (Instrumental)
6. Unbelievable (Instrumental)
7. えがおの花 (Instrumental)
8. Wanna Wanna Go! (Instrumental)

### ワンコインCD
1. ダーリン

### ミュージックカード(MU-CA)
1. ダーリン
2. ｢ダーリン｣MU-CAオリジナル メンバーボイス